# Boletina hissarica
Boletina hissarica är en tvåvingeart som beskrevs av Zaitzev och Polevoi 2002. Boletina hissarica ingår i släktet Boletina och familjen svampmyggor.
Artens utbredningsområde är Tadzjikistan. Inga underarter finns listade i Catalogue of Life.